# Manuel Onwu
Manuel Onwu Villafranca (ur. 11 stycznia 1988 w Tudela) – hiszpański piłkarz występujący na pozycji napastnika w Lorce.